# Колвер (Пенсільванія)
Колвер (англ. Colver) — переписна місцевість (CDP) в США, в окрузі Кембрія штату Пенсільванія. Населення — 904 особи (2020).

## Географія
Колвер розташований за координатами 40°32′34″ пн. ш. 78°47′21″ зх. д. / 40.54278° пн. ш. 78.78917° зх. д. (40.542658, -78.789155).  За даними Бюро перепису населення США в 2010 році переписна місцевість мала площу 3,27 км², уся площа — суходіл.

## Демографія
Згідно з переписом 2010 року, у переписній місцевості мешкало 959 осіб у 384 домогосподарствах у складі 260 родин. Густота населення становила 293 особи/км².  Було 412 помешкання (126/км²).
Расовий склад населення:
| - 98,6 % — білих - 0,3 % — корінних американців - 0,2 % — азіатів - 0,1 % — чорних або афроамериканців |

До двох чи більше рас належало 0,7 %. Частка іспаномовних становила 0,3 % від усіх жителів.
За віковим діапазоном населення розподілялося таким чином: 25,8 % — особи молодші 18 років, 59,4 % — особи у віці 18—64 років, 14,8 % — особи у віці 65 років та старші. Медіана віку мешканця становила 38,5 року. На 100 осіб жіночої статі у переписній місцевості припадало 93,0 чоловіків;  на 100 жінок у віці від 18 років та старших — 89,4 чоловіків також старших 18 років.
За межею бідності перебувало 12,1 % осіб, у тому числі 12,6 % дітей у віці до 18 років та 22,0 % осіб у віці 65 років та старших.
Цивільне працевлаштоване населення становило 251 особа. Основні галузі зайнятості: освіта, охорона здоров'я та соціальна допомога — 47,0 %, роздрібна торгівля — 15,9 %, транспорт — 7,6 %, науковці, спеціалісти, менеджери — 7,2 %.